# Greenbush (Wisconsin)
Greenbush – miasto w Stanach Zjednoczonych, w stanie Wisconsin, w hrabstwie Sheboygan.